# Ladrillismo

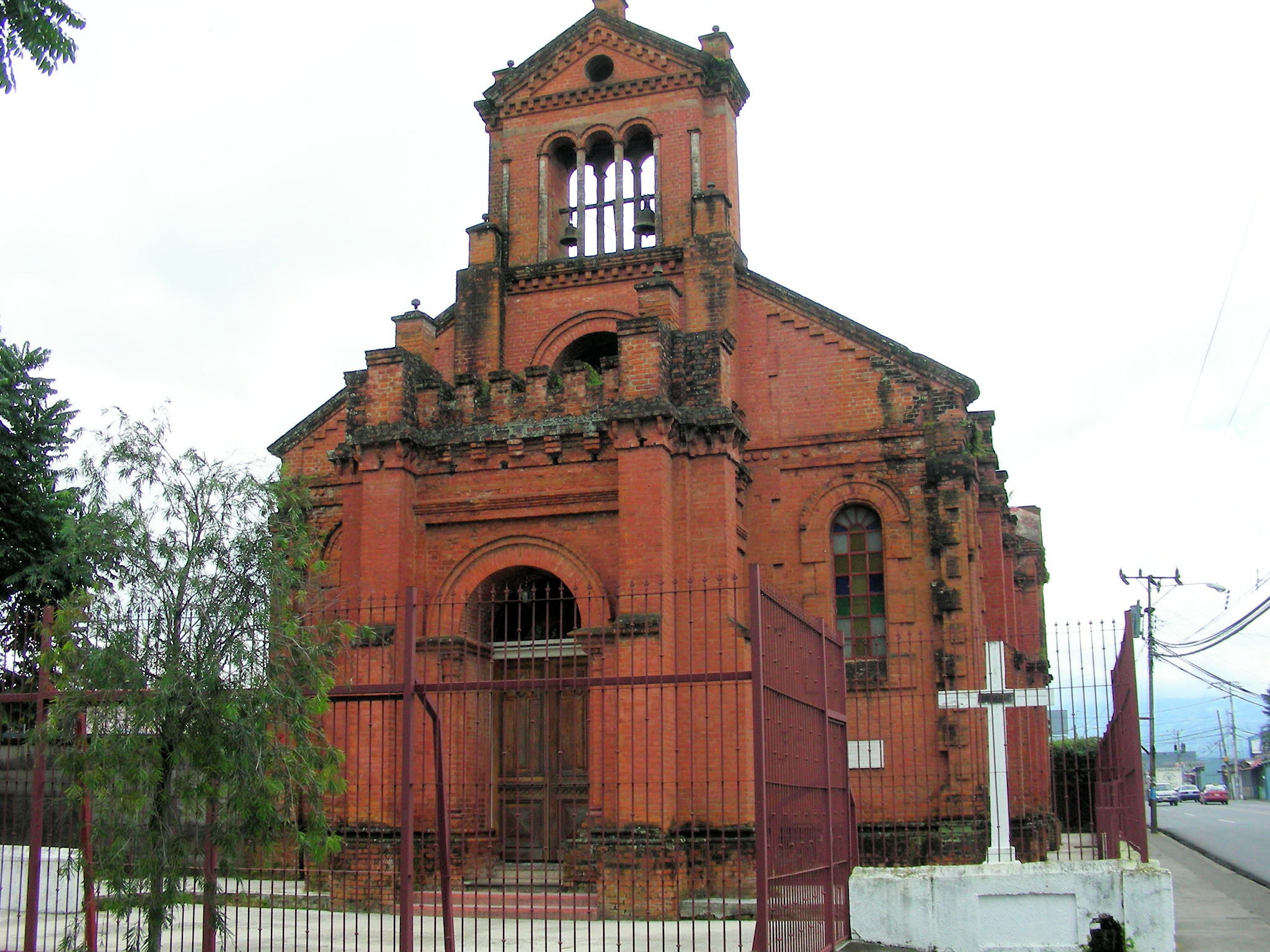
Iglesia de ladrillo

El ladrillismo es una corriente arquitectónica que aparece en algunos países al emplear de forma excesiva el ladrillo como elemento constructivo. Esta corriente nace a finales del siglo XIX, logrando su apogeo en el siglo XX a caballo de los conceptos de arquitectura funcional. Se caracteriza por la estandarización de espacios funcionales. 

## Expresión en los países
En Alemania se llegó a denominar: expresionismo en ladrillo como una variante de la arquitectura expresionista. En España tuvo un hito principal en la denominada Casa de las Flores en Madrid (Barrio de Argüelles), esta casa fue edificada entre 1930 y 1932 por el arquitecto Secundino Zuazo Ugalde, uno de los precursores del estilo en España.
En Polonia existe Nikiszowiec, un barrio minero en la ciudad de Katowice de principios del siglo XX hecho bajo esta corriente.